# Jerome LOL
Jerome LOL (Jerome Potter) és un artista de música pop-electrònica de Los Angeles que ha actuat a clubs i discoteques de tot el món, inclosa la sala Razzmatazz de Barcelona. Inicialment, va començar la seva carrera musical amb el duet LOL Boys, per més tard emprendre la carrera en solitari, si bé el seu estil i estètica no va variar massa. A part de compondre música i fer de DJ, Jerome LOL també domina la producció de vídeo i vídeo-art, produint o coproduint tots els vídeos musicals dels seus temes.

## Biografia
Jerome Potter i Markus Garcia es van conèixer en un fòrum de música, on van descobrir que els seus gustos coincidien I van començar a seguir el treball de l'altre i a fer remixes. Van començar el duet LOL Boys en 2008, que usava un acrònim habitual a Internet per retratar tant la naturalesa del duet, com també l'audiència que buscava. Jerome Potter i Markus Garcia es van trobar físicament una vegada aquell mateix any. A 2012, LOL Boys va començar una pausa indefinida i Potter va començar la seva carrera en solitari sota el nom Jerome LOL.

## Obra musical

### Obra amb LOL Boys
Junts van fer un EP, «Changes», d'on va sortir el single del mateix nom, fruit d'una col·laboració amb «Heart Streets».

### Obra en solitari
El primer tema en solitari de Jerome LOL, al septembre de 2012, va ser happy/sad. A principis de 2014, va llançar el seu EP en solitari, «Delete/Fool» a través del segell Friends of Friends. En l'actualitat, és el responsable del seu segell, Body High Records.

## Video art
Jerome LOL va començar a produir vídeos amb LOL Boys fins a l'actualitat. Els temes recurrents que tracta són Internet, explotant les seves possibilitats de producció com a suport, la seva naturalesa col·laborativa i social, les modes estètiques que a elles es creen i la relació identitària amb la seva generació i carrera artística, nascuda I basada principalment en Internet.
«La gent de la meva generació hem crescut veient l'evolució d'Internet mentres nosaltres evolucionàvem. Quan érem petits, sabíem que l'Internet es trobava a la seva infància, però mira on és ara, i ara som adults. Crec que Internet és una part integral de la nostra generació, així que té sentit abraçar Internet i no pas allunyar-se d'ella. És una eina increïble […] Crec que és una part important de la visió del grup [LOL Boys]»
Un altre tema recurrent als vídeos de Jerome LOL són els ordinadors personals, que tenen un paper meta. Per fer el vídeo «Changes», Jerome va enviar un correu electrònic a molts dels seus contactes, enviant-los el concepte, la cançó I lletra, que havien d'interpretar davant la webcam.
«Pensava d'acord, tinc tots aquests vídeos de gent fent coses divertides. Com faig que se senti com un vídeo de veritat? I llavors va venir la idea de fer-lo dins el marc d'un ordinador personal […] Té sentit fer un tractament meta i fer vídeos que referenciïn l'ordinador»
Estèticament els canvis entre LOL Boys i Jerome LOL són petits: els seus vídeos són coloristes, amb textures recarregades i repetides, molts cops psicodèlics, referenciant la imagineria digital de la generació d'internet, els 90 i fins i tot els 80, d'una manera semblant a com ho fa el vaporwave:
- Referències a patrons d'escriptoris o de les primeres pàgines web, glitch art i tècniques visuals que poden arribar a recordar a efectes i sintetitzadors barats de vídeo de l'època dels 80. Collages de Photoshop.
- Animacions CGI: Aquestes són de baixa qualitat, recordant en qualitat tècnica a la dècada dels 90, als seus processadors gràfics per ordinadors i als seus videojocs. Aquestes figures d'animació se solen trobar encaixades en la imagineria de textures, colors, glitches i patrons anteriorment citats, creant dissonància i fins i tot incomoditat visual.[4]

A més de tot això, també s'hi poden trobar certes referències estètiques al New Age i personatges d'estètica anime.
L'estètica amb què Jerome vesteix comparteix moltes similituds de colors, patrons i textures amb el seu vídeo art.

### Relació amb el Seapunk
L'any 2011, va néixer el Seapunk, un moviment estètic que va néixer purament a Internet, que Jerome LOL treballaria des de llavors. Combina estètica digital similar a la que usa Jerome, elements de New Age (imatges de  Buda, chakres i mandales) i marítims (com colors, textures, efectes d'il·luminació i animals, com dofins)
El 2014, Jerome produeix el vídeo «Deleted», on fusiona la seva tendència Seapunk amb el tractament meta del vídeo «Changes». Altra vegada, un seguit de vídeos es reprodueixen a un ordinador personal. Aquest cop, no hi ha una varietat de fons de pantalla recarregats, si no el fons constant de Mavericks OSX: una onada gegant, verda i blava, que fa de coixí a tots els clips que Jerome va reproduint. Molts d'ells usen colors freds o fan referència directa al mar, allunyant el to general de la psicodèlia.

### Polèmica amb Rihanna
Al novembre de 2012, al popular programa d'EEUU Saturday Night Live, Rihanna va interpretar en directe el seu tema «Diamonds». En l'actuació s'utilitzen projeccions d'estètica Seapunk, que fins aleshores havia passat desapercebuda pel gran públic. Es va acusar Rihanna d'apropiar-se de l'estètica, i concretament d'apropiar-se d'un dels modelats en forma de piràmide que Jerome LOL havia creat per alguns dels seus vídeos.